# میرکو والدیفیوری
میرکو والدیفیوری (انگلیسی: Mirko Valdifiori؛ زادهٔ ۲۱ آوریل ۱۹۸۶) بازیکن فوتبال اهل ایتالیا است.
از باشگاه‌هایی که در آن بازی کرده‌است می‌توان به باشگاه ورزشی لاتزیو، باشگاه فوتبال چزنا، باشگاه فوتبال امپولی، و باشگاه فوتبال ناپولی اشاره کرد.
وی همچنین در تیم ملی فوتبال ایتالیا بازی کرده‌است.